# Analogue
Analogue es el octavo álbum de estudio de a-ha. Es el primer álbum de la banda con el sello Polydor (Universal Music Group).
Fue lanzado en noviembre de 2005, el 4 en Alemania y los Países Bajos; el 7 en Noruega; el 13 en Australia; y en Japón el 23. Posteriormente, fue lanzado en Canadá el 23 de mayo de 2006.
Con motivo del disco, a-ha realizó durante 2005 y 2006 la gira Analogue Tour.
El álbum ha logrado unas ventas de 2 500 000 copias y ha recibido un disco de platino en Rusia el 11 de noviembre de 2006.

## Ediciones
Analogue tiene tres versiones:
- Edición sencilla: incluye un CD con los 13 temas y un reproductor de a-ha que incluye el vídeo musical de "Celice", presentado en caja normal.
- Edición limitada: incluye el mismo CD que el de la edición sencilla además de un DVD con material extra. Viene presentado en formato Digipack.
- Edición especial: esta versión es la del Reino Unido y la que la tienda de la web oficial vende. Incluye el mismo CD que las ediciones anteriores, pero con dos canciones extra, la pista 14 es "Celice (Live at Frognerparken)" y la pista 15 es "Cosy Prisons (Live at Frognerparken)".

## Listado de Temas
| Analogue |                            |                                                   |                                         |          |  |
| N.º      | Título                     | Letras                                            | Música                                  | Duración |  |
| 1.       | «Celice»                   | Magne Furuholmen                                  | Furuholmen                              | 3:41     |  |
| 2.       | «Don't Do Me Any Favours»  | Magne Furuholmen                                  | Furuholmen                              | 3:51     |  |
| 3.       | «Cosy Prisons»             | Magne Furuholmen                                  | Furuholmen                              | 4:08     |  |
| 4.       | «Analogue (All I Want)»    | Paul Waaktaar-Savoy y Martin Sandberg             | Waaktaar-Savoy, Max Martin y Furuholmen | 3:48     |  |
| 5.       | «Birthright»               | Magne Furuholmen                                  | Furuholmen y Martin Terefe              | 3:45     |  |
| 6.       | «Holy Ground»              | Morten Harket, Nick Whitecross y Ole Sverre Olsen | Morten Harket                           | 4:00     |  |
| 7.       | «Over the Treetops»        | Paul Waaktaar-Savoy                               | Waaktaar-Savoy                          | 4:24     |  |
| 8.       | «Halfway Trought the Tour» | Paul Waaktaar-Savoy                               | Waaktaar-Savoy                          | 7:26     |  |
| 9.       | «A Fine Blue Line»         | Magne Furuholmen                                  | Furuholmen                              | 4:09     |  |
| 10.      | «Keeper of the Flame»      | Paul Waaktaar-Savoy                               | Waaktaar-Savoy                          | 3:58     |  |
| 11.      | «Make It Soon»             | Ole Sverre Olsen y Morten Harket                  | Sverre Olsen y Harket                   | 3:21     |  |
| 12.      | «White Dwarf»              | Paul Waaktaar-Savoy                               | Waaktaar-Savoy                          | 4:24     |  |
| 13.      | «The Summers of Our Youth» | Magne Furuholmen                                  | Furuholmen                              | 3:56     |  |
| 54:43    |                            |                                                   |                                         |          |  |

- "The Summers of Our Youth" presenta a Magne Furuholmen como voz principal, mientras que Morten Harket a los coros.

DVD:
- a-ha en Frognerparken:

1. "Celice"
2. "Analogue"
3. "Cosy Prisons"

- Vídeo Celice (edición de Thomas Schumacher).
- Entrevista y Making Of de "Celice".

Analogue es el segundo álbum más largo de a-ha por detrás de Lifelines con un total de 13 temas.

## Créditos

### Producción
- Producción: Marin Terefe con a-ha, excepto pista 4 producida por Max Martin y Michael Ilbert con a-ha.
- Producción adicional: pistas 3 y 13 por George Tanderø y pista 6 por Kjetil Bjerkestrand.
- Mezclado por: Floor en los estudios Assault and battery And Townhouse en Londres.

- Fotografía: Stian Andersen.
- Diseño: Martin Kvamme.

### Músicos
- a-ha:
  - Morten Harket: vocales.
  - Magne F: vocales, guitarras, piano, teclados.
  - Paul Waaktaar-Savoy: vocales, guitarras, teclados.

- Adicionales:
  - Per Lindvall: batería.
  - Alex Toff: batería.
  - Frode Unneland: batería.
  - Sven Lindvall: bajo.
  - Martin Terefe: bajo, guitarra y piano.
  - Jørun Bøgeberg: bajo.
  - Claes Bjorklund: guitarra y piano.
  - Geir Sundstod: guitarra.
  - Andreas Olsson: guitarra.
  - Christer Karlsson: piano.

## Promoción
Además de los siguientes lanzamientos, Analogue fue acompañado de una gira, Analogue Tour iniciada el 27 de agosto de 2005 con el concierto en Frognerparken, Oslo que duró hasta el 14 de septiembre de 2007 con el concierto gratuito en Kiel, Alemania que fue retransmitido en directo a través de MSN.

### Sencillos
Se lanzaron un total de tres sencillos y uno sólo de promoción para Noruega, Birthright.
- 2005: "Celice".
- 2005: "Birthright".
- 2005/2006: "Analogue (All I Want)".
- 2006: "Cosy Prisons".

### Vídeos musicales
Se han grabado tres vídeos musicales de Analogue que acompañan al sencillo correspondiente.
- 2005: "Celice".
- 2005: "Analogue (All I Want)".
- 2006: "Cosy Prisons".